# 岩下亀代
岩下 亀代（いわした きよ、1894年4月20日 - 1984年2月19日）は、日本のカトリック教会・聖心会の修道女、教育者。実業家の岩下清周の末娘、カトリック司祭の岩下壮一の妹。学習院女学校卒業。

## 生涯
岩下清周、幽香子の3女として東京府（現・東京都）に生まれ、5歳上の兄・壮一がいる。
1914年に渡英、1918年、ロンドンで聖心会に入会、日本人初の聖心会会員となり、1926年、ローマで終生誓願を立てた。この間の1925年には、文部省派遣留学生であった兄・壮一もヴェネチアで司祭に叙階されている。
帰国後、聖心女学院、小林聖心女子学院、聖心女子学院高等専門学校、聖心女子大学等で教鞭をとる傍ら、刑務所の教悔師として服役者の更正に尽力。1974年、足立区立青少年福祉センター女子更正施設の開設につとめ、1984年、帰天。
1969年勲五等瑞宝章。